# Prothoe aphrodite
Prothoe aphrodite är en fjärilsart som beskrevs av Hans Fruhstorfer 1900. Prothoe aphrodite ingår i släktet Prothoe och familjen praktfjärilar. Inga underarter finns listade i Catalogue of Life.